# Marjan Kozina
Marjan Kozina   (Novo Mesto, 4 de juny de 1907 - Novo Mesto, 20 de juny de 1966) va ser un compositor eslovè. És considerat un dels compositors eslovens més importants del segle xx. Les seves obres més conegudes inclouen una simfonia, composta per etapes fins a finals dels anys quaranta; l'òpera Equinocci, acabada el 1943; dos ballets de principis dels anys cinquanta i la música de la pel·lícula On Own Land, que posteriorment va organitzar en una suite per a orquestra.

## Biografia
Kozina va néixer en una família musical a Novo Mesto, que llavors formava part d'Àustria-Hongria. A Ljubljana, Kozina va començar a estudiar filosofia i matemàtiques i al mateix temps també piano i violí, però més tard es va dedicar completament a l'estudi de la música. Es va graduar de composició a Viena el 1930 i va completar els estudis de direcció i composició també a Praga. Després del seu retorn de Praga, va treballar poc temps (1932–34) a Ljubljana i l'Òpera de Maribor, i després va treballar a la "Maribor Music Society" (eslovè: Glasbena matica Maribor). Del 1940 al 1943 i del 1945 al 1947, va treballar com a professor de música a l'Acadèmia de Música de Belgrad. A la Segona Guerra Mundial, la seva casa va ser bombardejada en un atac aeri i la seva dona empresonada per la Gestapo. El setembre de 1943, després de la capitulació d'Itàlia, es va unir als partisans eslovens. Després de l'alliberament, el 1948 es va convertir en el primer gerent de l'Orquestra Filharmònica Eslovena i va ocupar el càrrec fins al 1951, quan va passar a ser professor a l'Acadèmia de Música de Ljubljana. El 1953 va ser elegit membre habitual de l'Acadèmia Eslovena de Ciències i Arts. Va viure i va crear a Novo Mesto i Trška Gora. Va morir a Novo Mesto després d'una greu malaltia.

## Treballs
Des de 1940 fins a 1943, Kozina va completar la partitura i el llibret de la seva única òpera Equinox (Ekvinokcij), basada en l'obra homònima del dramaturg croat-serbi Ivo Vojnović. Abans de marxar als partidaris, el va enterrar al jardí dels seus pares per evitar la seva pèrdua durant la guerra. Es va representar per primera vegada el maig de 1946 a l'Òpera de Ljubljana i el 1948 se li va concedir el Premi Prešeren.
La contribució principal de Kozina a la música simfònica eslovena va ser una simfonia que comprenia quatre moviments, que en realitat són poemes simfònics individuals i que es van compondre per separat. Es titulen Carniola blanca (Bela krajina; 1946), Mount Ilova (Ilova gora, 1947), To the Fallen (Padlim, 1948) i Towards the Sea (Proti morju, 1949). Tot i que la simfonia poques vegades es va interpretar en la seva totalitat, el primer moviment va ser una de les composicions simfòniques eslovenes més sovint dirigides de la postguerra. Els músics l'interpretaven en tota mena de conjunts musicals, inclosos els conjunts d'acordió i de metall. El seu optimisme representava la voluntat de viure de tota la nació.
A més, Kozina va compondre els ballets The Tales About Gorjanci (Gorjanske bajke; 1952–1961) i Diptihon (1952), i la música de les pel·lícules On Our Own Land (1948), Kekec (1951), Valley of Peace (1956), i altres. Kozina també es va dedicar a escriure i traduir. Va escriure sobre música, estètica, el paper de l'art i l'artista en la societat contemporània, va traduir una sèrie de novel·les, va escriure itineraris, ressenyes, polèmiques i assajos populars d'experts.

## Reconeixements
El 1948, Kozina va rebre el Premi Prešeren per la seva òpera Equinox i, el 1956, el Premi Trdina (el premi municipal de Novo Mesto), així com el Golden Arena a la millor música cinematogràfica per la música de la pel·lícula Vall de la Pau. El màxim premi eslovè atorgat als compositors ha estat nomenat premi Kozina. Des del 1970, un carrer de Novo Mesto s'anomena carrer Marjan Kozina (Ulica Marjana Kozine). El 2007, un estudi de producció de Novo Mesto va rodar un documental sobre Kozina i es va celebrar un simposi sobre el compositor a Novo Mesto. L'escola musical de Novo Mesto rep el nom de Kozina. El 1971 es va donar a conèixer a Novo Mesto un bust de bronze del compositor, creat per Zdenko Kalin. El 13 de gener de 2008, el centenari de la Filharmònica Eslovena, la gran sala de l'edifici de la Filharmònica de Ljubljana va rebre el nom de Kozina.